# Ortalide maillée
Ortalis guttata
Espèce
Répartition géographique
Statut de conservation UICN

 LC  : Préoccupation mineure
L’Ortalide maillée (Ortalis guttata) est une espèce d'oiseaux de la famille des Cracidae.

## Description
C'est la seule espèce de Cracidae avec une zone déplumée blanche à la base du cou et de la poitrine mais sinon elle ressemble beaucoup aux autres Cracidae. Elle ressemble à un faisan mais est beaucoup plus arboricole et sociable et a un plumage entièrement brun.

## Répartition et sous-espèces
Selon la classification de référence du Congrès ornithologique international (15.1, 2025) :
- Ortalis guttata guttata (Spix, 1825) — Amazonie ;
- Ortalis guttata subaffinis Todd, 1932 — sud-est de l'Amazonie ;
- Ortalis guttata remota Pinto — sud du Brésil.